# Oum Laadham
Oum Laadham (în arabă أم العظام) este o comună din provincia Djelfa, Algeria.
Populația comunei este de 23.051 de locuitori (2008).